# Жегаловское кладбище
Жега́ловское кла́дбище — кладбище, расположенное в городе Щёлково Московской области, существует с конца XVIII века.

## История кладбища
Жегаловское кладбище находится в Московской области городском поселении Щёлково — в 47 км от Москвы.
Историю Жегаловского кладбища возводят к 1766 году, когда в селе Жегалово, давшем название некрополю, «тщанием приходских людей» была построена деревянная церковь; в 1830  сооружён нынешний каменный храм.